# Hypselistes florens bulbiceps
Hypselistes florens là một loài nhện trong họ Linyphiidae.
Loài này thuộc chi Hypselistes. Hypselistes florens bulbiceps được Ralph Vary Chamberlin & Wilton Ivie miêu tả năm 1935.